# Beleegyezési korhatár
A beleegyezési korhatár a büntetőjogban az az életkor, amelynek betöltése után az egyén jogot formál arra, hogy szabad döntés alapján létesíthessen szexuális kapcsolatot.
Ha tehát valaki olyan személlyel létesít szexuális kapcsolatot, aki nem töltötte be a beleegyezési korhatárnak megfelelő életkort, bűncselekményt követ el.
A beleegyezési korhatár országonként változik, a legtöbb országban azonban 12 és 18 év között van. Országonként változik az is, mi számít szexuális kapcsolatnak, hogy számít-e az elkövető kora, illetve hogy van-e különbség az azonos és különböző neműek közti szexuális kapcsolatok esetében alkalmazandó beleegyezési korhatárban.

## Beleegyezési korhatár Magyarországon
A beleegyezési korhatár Magyarországon a 14. életév. Amennyiben a természetes személy betöltötte ezt az életkort, úgy ennek megfelelően jogot formál a szabad szexuális életre, vagyis szabadon dönthet, hogy kivel, mikor és hogyan létesít szexuális kapcsolatot.
E tekintetben a törvény nem tesz különbséget azonos neműek vagy különböző neműek közti szexuális kapcsolatok között.
Amennyiben a fiatalabbik fél nem töltötte még be a 14. életévét, úgy – a sértett alany életkorától függően – az idősebb fél büntetőjogilag a szexuális erőszak (súlyosabb), vagy a szexuális visszaélés (enyhébb)  bűncselekményét követi el.
Szintén a 14. életévhez kötött a büntetőjogi felelősség, ami azt jelenti, hogy amennyiben az elkövető maga sem töltötte be a 14. életévét, úgy – csak néhány kivételes esettől eltekintve – nem vonható büntetőjogilag felelősségre.
| idősebb fél → fiatalabb fél ↓ | 12 év alatt                  | 12 – 14 év között            | 14 – 18 év között | 18 év felett         |
| ----------------------------- | ---------------------------- | ---------------------------- | ----------------- | -------------------- |
| 12 év alatt                   | nincs büntetőjogi felelősség | nincs büntetőjogi felelősség | szexuális erőszak | szexuális erőszak    |
| 12 – 14 év között             | nincs értelmezve             | nincs büntetőjogi felelősség | nem büntetendő    | szexuális visszaélés |
| 14 – 18 év között             | nincs értelmezve             | nincs értelmezve             | nem büntetendő    | lásd megjegyzés *    |
| 18 év felett                  | nincs értelmezve             | nincs értelmezve             | nincs értelmezve  | nem büntetendő       |

* Veszélyes területet jelent a 14 – 18 közötti korosztállyal történő szexuális cselekmény végzése, amennyiben az idősebb fél 18 év felett van. Elvileg a beleegyezési korhatár értelmében a 14. életévét betöltött személyi körrel konszenzuális szexuális kapcsolatot lehet létesíteni, így alapesetben az ilyen kapcsolat jogilag nem büntetendő, ugyanakkor számos problémát felvet, ami miatt – az idősebbik fél szemszögéből nézve – az ilyen jellegű kapcsolat létesítése nem tanácsos.
| Ugyanakkor mivel a 18. életévét be nem töltött személy jogilag még fiatalkorú, így a Büntetés Törvénykönyve számos olyan minősített esetre tér ki, amikor az ilyen (akár konszenzuális) kapcsolatokban a 18. életévét betöltött – így tehát felnőttkorú – személy a fiatalkorú sérelmére bűncselekményt követ el. Tipikus példa erre, ha a felnőttkorú és a fiatalkorú személy között hatalmi- vagy egyéb befolyási viszony áll fenn (edző / nevelő / pártfogó és a fiatalkorú viszonya, tanár-diák viszony, munkáltató-beosztott viszony, stb.). Egy másik példa erre a súlyosan szeméremsértő kép- vagy videófelvétel készítése, ami a fiatalkorú beleegyezése esetén is bűncselekmény (→ gyermekpornográfia).Továbbá fontos rögzíteni, hogy egy esetleges jogvita esetén (feljelentés és/vagy büntetőeljárás elindulása) a felnőttkorú terhelt igen hátrányos helyzetbe kerül. Ugyanis a fiatalkorú félt a törvények erősen oltalmazzák, példa erre a sértett különösen védett tanúnak nyilvánítása. Ezen felül az igazságszolgáltatásban is megfigyelhető egy látens elfogultság és prejudikáció a terhelttel szemben, még akkor is, ha ez objektíve nem alátámasztott. Ezen felül további problémát okozhat a terheltnek, hogy a vádló és a sértett személyben elválik egymástól a fiatalkorú és annak törvényes képviselője személyében, ráadásul a nemi élet szabadsága és a nemi erkölcs elleni bűncselekmények mind közvádra üldözendők, amit egy egyszerű feljelentés esetén is szinte azonnali büntetőeljárást indukál. Végül szót kell ejteni arról is, hogy egy felnőttkorú és fiatalkorú konszenzuális kapcsolata – még ha nem is törvénybe ütköző – erős negatív megítélésben nyilvánul meg a társadalom részéről, ami stigmatizáláshoz vezethet. |

## Kapcsolódó jogszabályok
Korábban a beleegyezési korhatár azonos neműek esetében 18 év volt, ám az Alkotmánybíróság ezt egy 2002-ben hozott döntésében hátrányos megkülönböztetésnek ítélte, és azonos beleegyezési korhatár megállapítását írta elő. A 2012-ben elfogadott új Büntető törvénykönyv (2012. évi C. törvény), amely 2013. július 1-jén lépett hatályba, eltörölte a fajtalanság és a közösülés megkülönböztetését, ezeket egységesen szexuális cselekmény megnevezéssel említi. Ebben a tizenkettedik életévét be nem töltött személy sérelmére beleegyezésével létesített, bármiféle szexuális cselekmény büntetendő, de ha a másik fél sem töltötte be tizennegyedik életévét, nem vonható büntetőjogi felelősségre.
- 2012. évi C. törvény a Büntető Törvénykönyvről (Btk.), 197. §, 198. §[7]
- Az Európai Parlament és a Tanács 2011/93/EU irányelve (2011. december 13.) a gyermekek szexuális bántalmazása, szexuális kizsákmányolása és a gyermekpornográfia elleni küzdelemről, valamint a 2004/68/IB tanácsi kerethatározat felváltásáról[8]
  - A 2011/93/EU irányelvet átültető magyar jogszabályok[9]